# Idactus usambaricus
Idactus usambaricus är en skalbaggsart som beskrevs av Hintz 1910. Idactus usambaricus ingår i släktet Idactus och familjen långhorningar.
Artens utbredningsområde är:
- Kenya.
- Zimbabwe.

Inga underarter finns listade i Catalogue of Life.